# Got the Life
Got the Life – pierwszy singel zespołu Korn z ich trzeciego albumu Follow the Leader wydanego w roku 1998.

## Teledysk
Wideoklip wyreżyserował McG, który wcześniej nakręcił wszystkie klipy z debiutanckiego albumu zespołu. Na początku widzimy Davida Silverię i Jamesa Shaffera, którzy wsiadają do ferrari. Z boomboxa słychać pierwszą piosenkę z albumu "Follow the Leader" czyli "It's On!". Potem Jonathan idzie z psem na spacer i następnie wsiada do starego mercedesa. Fieldy i Head jadą natomiast nowym mercedesem klasy E. W końcu członkowie zespołu dojeżdżają do studia telewizyjnego, gdzie ubrani w kolorowe stroje nagrywają występ dla telewizyjnego show. W trakcie piosenki jest jedna wstawka z raperem Williamem L. Calhounem Jr, który dwa razy powtarza "Get your boogie on". Podczas występu muzycy Korna zauważają porozumienie między członkami personelu, po czym przerywają grę i opuszczają studio. Jonathan wraca do swojego mercedesa, który jest otoczony przez tłum paparazzich. Wokalista zespołu nie wytrzymuje presji, po czym wychodzi z samochodu, wyciąga kij baseballowy i niszczy jedną kamerę. Fieldy i Head oddają swojego mercedesa bezdomnemu (którego grał Tre Hardson z Pharcyde), natomiast Munky i David opuszczają jadące ferrari, powodując jego zderzenie i wybuch pod mostem. Na końcu wszyscy członkowie zespołu spotykają się na imprezie, gdzie spotykają m.in.: Freda Dursta z Limp Bizkit i Jaya Gordona z Orgy.